# Marco Silvestri
Marco Silvestri (Castelnovo ne' Monti, 2 de marzo de 1991) es un jugador profesional de fútbol italiano. Juega de portero en la U. S. Cremonese de la Serie A de Italia.

## Trayectoria
Silvestri comenzó su carrera en el club Modena. Era el tercer portero, por detrás, de sus compañeros Enrico Alfonso y Antonio Narciso, en la temporada 2009-10 de la Serie B. No llegó a disputar ningún partido.
En agosto de 2010 fue fichado por el club de la Serie A Chievo Verona por una oferta temporal, con opción de compra a la mitad de los derechos de registro. Era el tercer arquero del equipo, detrás de Stefano Sorrentino y Lorenzo Squizzi. En junio de 2011 Chievo pagó la opción de compra por 300 000 €.
En julio de 2011 se fue a préstamo por un año al Reggiana, para sustituir a Niccolò Manfredini. Sin embargo Silvestri se convirtió en la garantía de seguridad detrás de Niccolò Bellucci desde la fecha 12. Después de las vacaciones de invierno Silvestri volvió a ser la primera opción. En junio de 2012 Chievo terminó de pagar la ficha de Silvestri por un pago absoluto de € 150.000.
En julio de 2012 fue prestado al Padova. Silvestri llevaba la camiseta no.1 del equipo en la nueva temporada y competiría por el arco con Ivan Pelizzoli, que actuó como segunda opción la temporada anterior. Sin embargo en el último día del mercado de fichajes, Pelizzoli se reencontró con su excompañero Mattia Perin en el Pescara así Luca Anania, se convirtió en la segunda opción en el mismo club, por lo que se termina yendo al Padova.
El 30 de enero de 2014 Silvestri firmó para el Cagliari en calidad de préstamo, incluyendo una opción de compra para adquirir la mitad de sus derechos de propiedad al final de la temporada, la transacción vio a la primera elección a Portero del Cagliari (Michael Agazzi) unirse al Chievo con un contrato permanente.
Hizo su debut con el club en el partido de la Serie A contra el Parma el 27 de abril, entrando por Vlada Avramov, manteniendo la portería a cero en la victoria por 1-0. El 6 de mayo, Silvestri fue titular en el partido contra el SSC Napoli, un juego en el que Silvestri recibió una tarjeta roja directa en una derrota por 3-0 después de una dura falta contra Goran Pandev. Después de la suspensión, regresó para el partido final de la temporada contra la Juventus en la derrota por 3-0.
El 8 de julio de 2014 dejó Chievo por un acuerdo de 400 000 £, y firmó un contrato por cuatro años con el club de la Football League Championship, Leeds United, junto con su compañero italiano Tommaso Bianchi. La primera aparición de Silvestri en el Leeds llegó el 11 de julio en el primer partido de pretemporada del Leeds, que resultó en una victoria de 16-0 contra el equipo italiano FC Gherdeina.
En julio de 2017 fichó por el Hellas Verona, regresando a su país después de 3 años y firmando un contrato hasta junio de 2021.

## Selección nacional
Con el seleccionado italiano sub-20, jugó en 5 ocasiones. Mientras que con el seleccionado sub-23 disputó un solo partido.

## Clubes
| Club                       | País       | Año       |
| -------------------------- | ---------- | --------- |
| Modena F. C.               | Italia     | 2009-2010 |
| A. C. ChievoVerona         | Italia     | 2010-2014 |
| Reggiana (préstamo)        | Italia     | 2011-2012 |
| Calcio Padova (préstamo)   | Italia     | 2012-2013 |
| Cagliari Calcio (préstamo) | Italia     | 2014      |
| Leeds United F. C.         | Inglaterra | 2014-2017 |
| Hellas Verona              | Italia     | 2017-2021 |
| Udinese Calcio             | Italia     | 2021-2024 |
| U. C. Sampdoria            | Italia     | 2024-2025 |
| Empoli F. C.               | Italia     | 2025      |
| U. S. Cremonese            | Italia     | 2025-     |